# Ekiga
Ekiga (tidigare GNOME Meeting) är ett program avsett för IP-telefoni och videokonferenser.
Med mikrofon och högtalare kopplade till datorn kan Ekiga användas dels för samtal mellan andra datoranvändare med motsvarande program (till exempel Microsofts NetMeeting), dels för samtal till och från normala telefoner. Full användning av programmet förutsätter abonnemang hos en IP-telefonioperatör, ofta med billiga taxor jämfört med vanliga telefonabonnemang. Abonnemang hos Ekiga.net föreslås under installationsprocessen.
I motsats till Skype använder Ekiga de allmänna standardiserade protokollen SIP och H.323. Användaren är inte bunden till en viss operatör och eventuellt abonnemang till viss programvara.